# 13424 Margalida
13424 Margalida este un asteroid din centura principală de asteroizi.

## Descriere
13424 Margalida este un asteroid din centura principală de asteroizi. A fost descoperit pe 8 noiembrie 1999 la Costitx de Rafael Pacheco și Ángel López. Asteroidul prezintă o orbită caracterizată de o semiaxă mare de 2,52 ua, o excentricitate de 0,19 și o înclinație de 5,1° în raport cu ecliptica.